# Bauerus dubiaquercus
Bauerus dubiaquercus is een zoogdier uit de familie van de gladneuzen (Vespertilionidae). De wetenschappelijke naam van de soort werd voor het eerst geldig gepubliceerd door Richard Van Gelder in 1959. De Engelse naam van deze vleermuizensoort is Van Gelder's bat. Het is een middelgrote, donkerbruine vleermuis met grote prominente oren. 
Bauerus dubiaquercus is de enige bekende soort uit het geslacht Bauerus.

## Voorkomen
De soort komt voor in Midden-Amerika: Mexico (Maria-eilanden, Jalisco, Veracruz, Oaxaca, Chiapas), Costa Rica, Belize, Honduras. De typelocatie is het eiland María Magdalena in de Maria-eilanden

## Naamgeving
Van Gelder gaf de soort de wetenschappelijke naam Antrozous (Bauerus) dubiaquercus; hij beschreef Bauerus dus als een ondergeslacht van Antrozous. 
De geslachtsnaam Bauerus is een eerbetoon aan Harry J. Bauer, die de expeditie sponsorde naar de Maria-eilanden, waar de soort voor het eerst werd verzameld. De soortnaam dubiaquercus verwijst naar de verzamelaars, Richard G. Zweifel en Oakes A. Plimpton; hij is een gelatiniseerde combinatie van Zweifel (twijfel = dubia) en Oakes (eik = quercus).
M.D. Engstrom en D.E. Wilson verhieven Bauerus in 1981 tot een apart geslacht.